# HD 59612
HD 59612，又名BD-22 1897，SAO 173864、HR 2874，是一颗恒星，视星等为4.85，位于銀經237.67，銀緯-2.39，其B1900.0坐标为赤經7h 25m 36.5s，赤緯-22° -2.39′ 59″。